# Fronteras de Rusia

Zona económica exclusiva de Rusia.

Rusia tiene fronteras internacionales con 16 estados soberanos, incluidos dos con fronteras marítimas (EE. UU., Japón), así como con los estados parcialmente reconocidos de Osetia del Sur y Abjasia. Con una frontera terrestre que recorre 20 241 kilómetros (12 577 mi) en total, Rusia tiene (después de Estados Unidos), la segunda frontera terrestre más larga de cualquier país. Las fronteras actuales de la Federación Rusa (antes República Socialista Federativa Soviética de Rusia) se han trazado desde 1956 y siguen siendo las mismas después de la disolución de la Unión Soviética en 1991.

## Visión general

Marcador de frontera típica de Rusia.

Rusia comparte fronteras con más países que cualquier otro estado del mundo, debido a su gran extensión. Esto incluye dos países parcialmente reconocidos y dos con límites acuáticos (ver más abajo; en cursiva). También tiene frontera con Polonia, que limita con la región de Oblast de Kaliningrado.
Tabla de países con una frontera con Rusia (enumerados en sentido antihorario alrededor de Rusia).
| País            | Tierra     | Mar      | Más información                        |
| --------------- | ---------- | -------- | -------------------------------------- |
| Noruega         | 195.8 km   | 23.3 km  | Frontera entre Noruega y Rusia         |
| Finlandia       | 1 271.8 km | 54.0 km  | Frontera entre Finlandia y Rusia       |
| Estonia         | 324.8 km   | 142.0 km | Frontera entre Estonia y Rusia         |
| Letonia         | 270.5 km   | 0.0 km   | Frontera entre Letonia y Rusia         |
| Lituania        | 266.0 km   | 22.4 km  | Frontera entre Lituania y Rusia        |
| Polonia         | 204.1 km   | 32.2 km  | Frontera entre Polonia y Rusia         |
| Bielorrusia     | 1 239.0 km | 0.0 km   | Frontera entre Bielorrusia y Rusia     |
| Ucrania         | 2 093.6 km | 567.0 km | Frontera entre Rusia y Ucrania         |
| Georgia         | 875.5 km   | 22.4 km  | Frontera entre Georgia y Rusia         |
| Azerbaiyán      | 327.6 km   | 22.4 km  | Frontera entre Azerbaiyán y Rusia      |
| Kazajistán      | 7 512.8 km | 85.8 km  | Frontera entre Kazajistán y Rusia      |
| China           | 4,209.3 km | 0.0 km   | Frontera entre China y Rusia           |
| Mongolia        | 3 485.0 km | 0.0 km   | Frontera entre Mongolia y Rusia        |
| Corea del Norte | 17.3 km    | 22.1 km  | Frontera entre Corea del Norte y Rusia |
| Japón           | 0.0 km     | 194.3 km | Frontera entre Japón y Rusia           |
| Estados Unidos  | 0.0 km     | 49.0 km  | Frontera entre Estados Unidos y Rusia  |

## Zonas en disputa

### Crimea
Crimea y la ciudad de Sebastopol actualmente están bajo disputa entre Rusia y Ucrania; Ucrania y la mayoría de la comunidad internacional consideran a Crimea como una república autónoma de Ucrania y Sebastopol para ser una de las ciudades de Ucrania con estado especial, mientras Rusia, por otro lado, considera a Crimea un sujeto federal de Rusia y Sebastopol como una de las tres ciudades federales de Rusia desde la anexión de Crimea por Rusia en 2014. Desde 1991, Rusia arrendaba la base naval de Sebastopol hasta 2040 con opción para otra extensión, pero la Duma Estatal aprobó la denuncia de estos acuerdos de arrendamiento unánimemente por 433 parlamentarios el 31 de marzo de 2014.

### Islas Kuriles

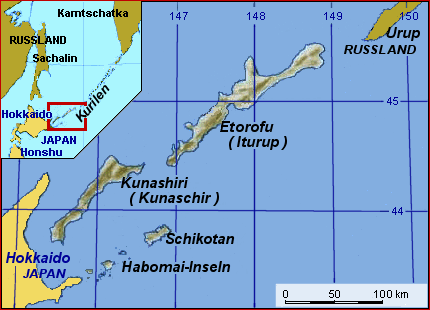
Islas Kuriles reclamadas por Japón.

El conflicto de las islas Kuriles (en ruso: Проблема принадлежности южных Курильских островов [Problema prinadlézhnosti Kuriílskij ostrovov], «problema de la propiedad de las Kuriles del sur»; en japonés: 北方領土問題 [Hoppō Ryōdo Mondai], «disputa de los Territorios del Norte») es el conflicto territorial que enfrenta a Rusia y Japón por la soberanía de las doce islas meridionales del archipiélago.
La propiedad del conjunto del archipiélago así como de la isla de Sajalín ha sido un tema algo abstracto a lo largo de la historia. El primer documento entre ambos Estados, el tratado de Shimoda (1855) estableció la frontera entre las islas de Iturup (Etorofu para los japoneses) y Urup; pero años más tarde (tratado de San Petersburgo de 1875) Rusia cedió todas las Kuriles a cambio de los derechos japoneses sobre Sajalín. Tras la rendición del Imperio de Japón en la Segunda Guerra Mundial, la por entonces Unión Soviética ocupó todas las islas, anexionándoselas según el acuerdo de Yalta, y quedando incluidas en el óblast de Sajalín. Pero Japón elevó una queja por las cuatro islas meridionales, que denomina Territorios del Norte (北方領土; Hoppō Ryōdo) y considera propias, pues según su postura, en el Tratado de San Francisco, Japón se comprometía a devolver territorios ocupados en su etapa imperial, y las islas meridionales ya le pertenecían antes del citado periodo, no habiendo sido rusas anteriormente.